# Hořavova–Wittenova doménová stěna
V teoretické fyzice je Hořavova-Wittenova doménová stěna typ doménové stěny, která se chová jako hranice jedenáctirozměrného časoprostoru v M-teorii.
Petr Hořava a Edward Witten tvrdí, že zrušení anomálií zaručuje, že se supersymetrické kalibrační teorie s kalibračními grupami E8 rozšíří na této doménové stěně. Tato skutečnost je důležitá pro různé vztahy mezi M-teorií a teorií superstrun.